# Cicero (Schriftmaß)
Non Plus Ultra (2 Punkt)
Microscopique (2,5 Punkt)
Brilliant (3 Punkt)
Diamant (4 Punkt)
Perl (5 Punkt)
Nonpareille (6 Punkt)
Insertio (6,5 Punkt)
Kolonel (7 Punkt)
Petit (8 Punkt)
Borgis (9 Punkt)
Korpus (10 Punkt)
Rheinländer (11 Punkt)
Cicero (12 Punkt)
Mittel (14 Punkt)
Tertia (16 Punkt)
Paragon (18 Punkt)
Text (20 Punkt)
Kanon (36 Punkt)
Konkordanz (48 Punkt)
Sabon (60 Punkt)
Die Cicero ist ein mittlerer Schriftgrad im Bleisatz mit einer Kegelhöhe von zwölf Didot-Punkten, das entspricht 4,512 mm. Die Entsprechung in zwölf DTP-Punkten misst 4,233 mm. Die Doppelcicero ist ein Schriftgrad mit zwei Cicero, also 24 Didot-Punkten, das sind 9,024 mm, oder 24 DTP-Punkten, das sind 8,467 mm.
Die Herkunft des Namens Cicero ist nicht eindeutig zuzuordnen. Einer Lesart nach soll sie ihren Namen nach einer Ausgabe von Marcus Tullius Ciceros Reden haben, die Peter Schöffer im Jahr 1465 in einer ähnlichen Schriftgröße druckte. Schöffer soll diese Schrift auch selber geschnitten und gegossen haben. Andere Quellen nennen als Namensstifter den Schriftschneider Ulrich Hans Cicero, der im 15. Jahrhundert in Rom eine Schrift in 12-Punkt-Größe geschaffen habe.
Bis zum Ende des gewerblichen Buchdrucks mit Bleilettern Ende des 20. Jahrhunderts war die Maßeinheit Cicero ein allgemeingültiges Schriftsatzmaß. Nach Einführung der modernen EDV-Satztechnik wurde das Maß von der metrischen Einheit (mm) weitgehend abgelöst, da die Satzverarbeitung jetzt weitgehend durch typografisch ungeschultes Personal erfolgt. Lediglich die Untereinheit, der typografische Punkt (1 Cicero = 12 Punkt) hat als Bezeichnung für Schriftgrößen überlebt. Das ungebräuchliche DTP-Cicero wird auch DTP-Pica genannt oder oft sogar nur kurz Pica.
Gleiche Schriftmaße haben in vielen europäischen Ländern unterschiedliche Namen, oder aber gleiche Namen bezeichnen unterschiedliche Kegelhöhen. Schriften der Größe Cicero heißen in Frankreich St. Augustin, in Holland Augustijn, in England Pica, in Spanien Cicero oder Lectura und in Italien Lettura. Die Größe Doppelcicero heißt in Frankreich Palestine, in Holland Palestine, in England Twoline Pica oder Double Pica und in Italien Palestina.